# Branchellion ravenelii
Branchellion ravenelii is een ringworm uit de familie van de Piscicolidae. De wetenschappelijke naam van de soort is voor het eerst geldig gepubliceerd in 1851 door Charles Girard.
Deze bloedzuiger is een parasiet van roggen. Girard beschreef een exemplaar aangetroffen op een rog uit het geslacht Raja, gevangen in de haven van Charleston (South Carolina) door Julian Ravenel. De soort is ook aangetroffen op pijlstaartroggen van het geslacht Dasyatis, op de vlinderrog Gymnura micrura en op een kleine stroomrog Narcine bancroftii. ;